# You (album, Gong)
You je studiové album skupiny Gong, vydané v říjnu 1974 u vydavatelství Virgin Records. Nahráno bylo v létě 1974 ve studiu The Manor a jeho producentem byla skupina Gong a Simon Heyworth. Jde o třetí část trilogie Radio Gnome; předcházela mu alba Angel's Egg (1973) a Flying Teapot (1974).

## Seznam skladeb
| Pořadí | Název                          | Délka |
| ------ | ------------------------------ | ----- |
| 1.     | Thoughts for Naught            | 1:32  |
| 2.     | A P.H.P.'s Advice              | 1:47  |
| 3.     | Magick Mother Invocation       | 2:06  |
| 4.     | Master Builder                 | 6:07  |
| 5.     | A Sprinkling of Clouds         | 8:55  |
| 6.     | Perfect Mystery                | 2:29  |
| 7.     | The Isle of Everywhere         | 10:20 |
| 8.     | You Never Blow Yr Trip Forever | 11:22 |

## Obsazení
- Daevid Allen (Dingo Virgin) – zpěv, kytara
- Gilli Smyth (Shakti Yoni) – hlasy, zpěv
- Miquette Giraudy (Bambaloni Yoni) – hlasy
- Tim Blake (Hi T Moonweed) – syntezátory
- Didier Malherbe (Bloomdido Glad de Brasse) – dechy, zpěv
- Steve Hillage – kytara
- Mike Howlett – baskytara
- Pierre Moerlen – bicí, perkuse
- Mireille Bauer – perkuse
- Benoît Moerlen – perkuse